# 考萊塢之硬漢任務
《考萊塢之硬漢任務》（英語：Vikram）是一部2022年印度泰米爾語動作驚悚片，由洛克希·卡納賈拉吉執導並與拉塔納·庫馬爾共同編劇，卡茂爾·哈桑（兼監製）、維傑·西圖帕提和法哈德·法希爾主演，配角演員包括納拉因和卡利亞斯·賈亞拉，蘇芮亞客串演出。本片為1986年電影《維克拉姆》的精神续作，以及洛克希電影宇宙的第二部電影；講述一名特別調查員被指派調查蒙面義警犯下的連環殺人案，但案件的背後卻牽扯上販毒集團及貪腐官員之間的陰謀。
本片消息於2020年9月正式對外宣布，暫稱為《卡茂爾·哈桑232》（Kamal Haasan 232，意為哈桑出演的第232部電影），正式片名於2020年11月宣布。電影2021年7月至2022年2月完成主要拍攝，取景地點包括卡賴庫迪、金奈、本地治里和哥印拜陀。本片音樂作曲由阿尼魯德·拉維昌德譜寫，吉里斯·根格達倫擔任攝影指導，普洛明·拉傑負責剪輯。
《考萊塢之硬漢任務》2022年6月3日在全球上映。影評界讚揚演員的表現（尤其是哈桑及西圖帕提）、動作戲及音樂，而對劇情編排的看法褒貶不一。本片全球票房約43.5億至50億盧比，成為當年票房第四高的印度電影，以及票房最二高的泰米爾電影。

## 劇情
麻醉品管制局分區負責人史蒂芬·拉傑三個月前因幫助黑幫阿達伊和安布而被捕，最近獲釋，但遭一群蒙面義警殺害。警察局長何塞派遣阿瑪及其黑色行動小隊來追查；此外，蒙面人還殺害了警務處助理處長（ACP）普拉班詹及其養父卡南。阿瑪發現卡南的謀殺似乎很不尋常，普拉班詹和史蒂芬·拉傑都是官員，唯有卡南是平民。
阿瑪得知卡南最近沉迷於酒精、毒品和妓女，但非常保護自己的養孫子，同時還發現兩個失蹤的毒品貨櫃失竊。桑達南經營著比阿達伊規模大得多的販毒集團「維蒂·瓦蓋亞拉」（Vetti Vagaiyara），他為了兼走私集團大佬勞力士，正在尋找這些貨櫃。勞力士還答應桑達南，只要毒品交付完成，將協助桑達南組成自治政府，但若失敗，桑達南一家將遭滅門。阿瑪慢慢發現卡南的毒癮是個詭計，目的是為了隱藏他持續進行的秘密行動。
同時，公共工程部（PWD）官員維拉潘迪安和名為魯德拉·普拉塔普的承包商計劃將毒品貨櫃運往桑哈南，但蒙面人殺死了維拉潘迪安。阿瑪的團隊抓獲了一名蒙面人——貝喬伊。貝喬伊透露，之前在蒂魯吉拉伯利領導的緝毒行動雖然成功，但導致妻小遭幫派殺害，導致他加入了蒙面義警團。阿瑪爾和團隊意識到魯德拉·普拉塔普是治安維持者的下一個目標，他們潛入了魯德拉·普拉塔普女兒的婚禮。魯德拉·普拉塔普讓桑達南提供保護。蒙面人現身會場，首領利用摩托車帶走了魯德拉·普拉塔普，留下其他成員去對付桑達南，但遭對方擊倒。
阿瑪追上了首領，結果發現對方就是偽造自己死亡的卡南。卡南割斷了魯德拉·普拉塔普的喉嚨、殺死了他，後從警方的手中逃脫。阿瑪告訴何塞，卡南實際上是1986年初代黑色行動小隊的前指揮官「維克拉姆」。在一次失敗的任務後，政府追捕並殺害了所有小隊成員及其家人；唯有維克拉姆和其他三名隊員倖存下來。阿瑪還推測何塞是桑達南在該部門的內姦，並參與了普拉班詹之死。阿瑪透過炸藥摧毀了桑達男的房子及地下的毒品實驗室。何塞得知爆炸事件並通知了桑達南；最後除了桑達南的弟弟艾蘭戈之外，所有人都及時從爆炸現場撤離。何塞將維克拉姆和阿瑪的身份告訴給桑達南。
維克拉姆到達監獄，釋放了貝喬伊和自己的蒙面團隊。維克拉姆稱，自己的行動並非為了報復普拉班詹的死，而是為了搗毀該市的販毒集團。他也知曉普拉班詹是自己的親生兒子，普拉班詹知道維克拉姆的真實身分。桑達南殺死了阿瑪的妻子蓋亞特莉，並派他的手下去普拉班詹家解決維克拉姆的兒媳瓦莉亞馬和孫子。維克拉姆的黑色行動小隊成員蒂娜探員偽裝成家庭幫傭，以保護維克拉姆的兒媳和孫子，以自己的生命為代價殺死了桑達南的幾名手下；維克拉姆隨後到達並帶走了孫子，且將兒媳留在安全暗室。復仇心切的阿瑪打扮成蒙面人，並殺死了何塞。維克拉姆帶著孫子前往藏著貨櫃的金奈港，桑達南也來到此地並對維克拉姆展開攻擊。維克拉姆利用貨櫃裡的大砲和白朗寧M2重機槍殺死了桑達南的人馬，但他的黑色行動小隊的剩餘成員烏皮利亞潘和勞倫斯探員在混戰中喪生。維克拉姆在與桑達南展開對決，勝出後透過炸藥殺死桑達南，同時摧毀了毒品貨櫃。
在片尾中，阿達伊和安布帶著手下抵達孟買的沙宣碼頭，與現場的大批幫派會見勞力士。阿達伊和安布向勞力士解釋，迪利參與了蒂魯吉拉伯利的毒品伏擊事件，桑達南的手下稱維克拉姆和阿瑪摧毀他們的販毒集團。同時，在埃納庫拉姆舉行蓋亞特莉的葬禮後，阿瑪加入了維克拉姆的蒙面義警團，繼續建立一個無毒品的社會。安布補充，迪利躲在北方邦的某處，而桑達南的手下則表示維克拉姆的家人在國外（美國加利福尼亞州舊金山）。勞力士宣布巨額懸賞阿瑪、迪利和維克拉姆團隊的人頭。在其他人不知情的情況下，維克拉姆出席了這場會議。

## 演員
- 卡茂爾·哈桑飾演卡南／維克拉姆（Karnan / Vikram）
- 維傑·西圖帕提飾演桑達南（Sandhanam）
- 法哈德·法希爾飾演阿瑪（Amar）
- 納拉因飾演貝喬伊（Bejoy）
- 卡利亞斯·賈亞拉（英语：Kalidas Jayaram）飾演印度警察局警務處助理處長普拉班詹（ACP Prabhanjan IPS）
- 蓋亞特莉·香卡（英语：Gayathrie）飾演蓋亞特莉·阿瑪（Gayathri Amar）
- 馬斯特·達尚（Master Dharshan）飾演小維克蘭（Vikram Jr）
- 琴班·維諾德·何塞（英语：Chemban Vinod Jose）飾演何塞局長（Commissioner Jose）
- 桑塔納·巴拉蒂（英语：Santhana Bharathi）飾演健身房老闆／烏皮利亞潘探員（Agent Uppiliappan）
- 艾蘭格·庫馬拉維爾（英语：Elango Kumaravel）飾演出租車司機／勞倫斯探員（Cab Driver / Agent Lawrence）
- 瓦桑蒂（Vasanthi）飾演瓦莉亞馬／蒂娜探員（Valliammal / Agent Tina）
- 哈瑞希·普拉狄飾演史蒂芬·拉傑（Stephen Raj）
- 斯瓦西斯塔·克里希南（英语：Swathishta）飾演普拉班詹之妻
- 戈薩姆·桑達拉拉詹（英语：Gowtham Sundararajan）飾演維拉潘迪安（Veerapandian）
- 拉梅什·西拉克（英语：Ramesh Thilak）飾演艾蘭戈（Elango）
- G·馬里穆圖（英语：G. Marimuthu）飾演納加拉傑（Nagaraj）
- 阿魯多斯（英语：Aruldoss）飾演魯德拉·普拉塔普（Rudra Prathap）
- 米娜·南蒂尼（英语：Myna Nandhini）飾演蘇米特拉（Sumitra）
- 馬赫什瓦里·查納基揚（英语：Maheshwari Chanakyan）飾演庫薩利亞（Kousalya）
- 斯瓦尼·納拉亞南（英语：Shivani Narayanan）飾演基卡伊（Keykayi）
- 希里庫馬爾（英语：Shreekumar）飾演黑色行動小隊的成員
- 賈佛·薩迪克（Jaffer Sadiq）飾演桑達南幫派的成員
- 薩姆帕斯·拉姆（英语：Sampath Ram）飾演桑帕斯（Sampath）
- 阿尼什·帕德曼納布恩（Anish Padmanabhan）飾演維克拉姆的助手
- 法特門（Phathmen）飾演維克拉姆的助手
- 普拉迪普（Pradeep）飾演維克拉姆的助手
- 瑪雅·S·克里希南（英语：Maya S. Krishnan）飾演掩護者

客串
- 蘇芮亞飾演勞力士（Rolex）
- 阿俊·達斯飾演安布（Anbu）
- 哈里許·烏斯曼飾演阿達伊（Adaikalam）
- 迪納飾演卡馬齊（Kaamaatchi）
- 鄉村烹飪頻道（英语：Village Cooking Channel）成員飾演他們自己
- 貝比·莫妮卡（Baby Monica）飾演阿慕達（Amudha）
- 卡錫飾演迪利（Dilli，畫外音；未掛名）[8]

## 製作

### 發展
卡茂爾·哈桑的拉吉·卡茂爾國際電影公司於2019年11月與導演洛克希·卡納賈拉吉簽約，為該公司執導一部電影。洛克希此前曾提及對哈桑作品的欽佩，且受到該演員的電影《薩提亞》（1988年）及《維魯曼迪》（2004年）的影響而成為電影導演。雖然已簽約，但洛克希和片商還是選擇在開始製作前優先考慮其他電影。洛克希2019年12月向拉吉尼坎特讀本。該項目暫定名為《酋長169》（Thalaivar 169，意為拉吉尼坎特出演的第67部電影），原定2020年3月開始投入製作，但受到COVID-19疫情影響而延期。
2020年9月，洛克希宣布了另一則由哈桑主演的項目。該片的官方海報於2020年9月16日公開，暫定名稱為《卡茂爾·哈桑232》（Kamal Haasan 232）及《你以為是誰》（Evanendru Ninaithaai）；《你以為是誰》一名取自電影《無相劫》（2013年）主打歌中的一句台詞。2020年10月，官方團隊在金奈製作了電影的宣傳預告片，遵守印度政府的COVID-19安全法規。2020年11月7日恰逢該演員的66歲生日，片方發表預告片宣布了正式片名，哈桑確定擔任主角。《考萊塢之硬漢任務》的原文片名與1986年電影《維克拉姆》相同，同由哈桑主演。《考萊塢之硬漢任務》上映後確認是《維克拉姆》的精神续作，一張特意致敬的海報也證實了這點。
2021年4月7日，哈桑在2021年泰米爾納德邦立法議會選舉中作出對拍攝《考萊塢之硬漢任務》的承諾後，洛克希在社交媒體上宣布，電影的前期製作工作已展開。因哈桑在哥印拜陀南議會選區的選舉結果出來後才決定拍攝本片，所以他要求洛克希修改劇本；但也受疫情影響而延遲。最初，該項目計劃採用60天的單一拍攝行程表，以及一項未公開的新技術來縮短電影製作時間，但這並未按計劃進行。有媒體報導稱，哈桑將飾演一名退休警察，自《追捕》15年後，他將在本片中穿著卡其色制服。他在片中留著濃密的鬍鬚。洛克希將在閃回片段用上減齡技術。據報導，整個閃回片段的成本約為1億盧比，主要耗費在片中使用的技術。2022年4月，洛克希向新德里版權局提交了電影劇本，以獲得合法版權。
洛克希選擇與攝影指導沙迪亞·蘇利安和剪輯師普洛明·拉傑合作，兩人都與導演在先前的電影中合作過。蘇利安因檔期衝突而退出，改由吉里斯·根格達倫接替；根格達倫主要在馬拉雅拉姆和泰米爾電影界工作，上一部泰米爾作品為《政壇巨星》（2018年）。動作指導搭檔安巴里夫加入劇組，先前與洛克希合作了《機關槍囚徒》（2019年）。

### 選角
2021年4月，法哈德·法希爾加入演出陣容，使本片成為他繼《貧民窟之王》（2017年）和《性運交叉線》（2019年）之後的第三部泰米爾作品。拉格瓦·勞倫斯曾表示，自己最初被選為反派角色的飾演者，但考慮到該角的暴力性情將導致家庭觀眾對自己疏遠，於是拒絕了這一選擇，該角改由維傑·西圖帕提飾演。在《機關槍囚徒》中扮演關鍵角色的納拉因在2021年6月簽約出演本片。2021年7月，卡利亞斯·賈亞拉被邀請出演哈桑的兒子，是片中的關鍵角色。據透露，阿俊·達斯也被邀請參演，成為他繼《機關槍囚徒》和《麻辣教授》（2021年）之後連續第三次與洛克希合作。後來，他被導演證實將客串演出《機關槍囚徒》中的角色。
2021年8月，斯瓦尼·納拉亞南被選為與西圖帕提上演對手戲的三位女演員之一。另外兩位女演員在9月被媒體宣布為米娜·南蒂尼和馬赫什瓦里·查納基揚。斯瓦西斯塔·克里希南及馬拉雅拉姆演員琴班·維諾德·何塞出演了重要角色，本片為後者的泰米爾電影處女作。10月，熱門泰米爾語YouTube頻道鄉村烹飪頻道團隊的三人——M·佩里亞坦比（M. Periyathambi）、孫子V·薩勃拉曼尼亞（V. Subramanian）和表兄弟在電影的一場婚禮戲中出演。隔月，《機關槍囚徒》的另一名演員哈瑞希·普拉狄加入本片的演出陣容。2022年1月上旬，桑塔納·巴拉蒂簽約參演。
蘇芮亞證實自己也會於片中客串演出。哈桑在坎城影展受訪中談到蘇芮亞的角色：「這不是謠言了，我們不得不舉手承認蘇芮亞在電影最後一刻的表現令人難以置信，這段應該能讓故事的規模擴大，足以開啟新三部電影。」蘇芮亞在片中的表演未收取任何費用；且僅因扮演名為勞力士（Rolex）的角色而從哈桑手中獲得了一支勞力士手錶。卡錫也曾受邀回歸飾演他在《機關槍囚徒》中的角色，但鑒於得連續拍攝《龐妮·塞爾文》（2022年）及《龐妮·塞爾文二部曲》（2023年）而拒絕，使他在《考萊塢之硬漢任務》的客串僅以配音形式演出。

### 拍攝
電影於2021年7月16日開始主要拍攝。劇組8月6日在卡賴庫迪展開第一趟拍攝行程，但因在同一地點正在拍攝蘇芮亞的《雙村守護者》（2022年）而使開拍時間延遲，加上為了遵守COVID-19安全規定，劇組必須等到《雙村守護者》劇組離開拍攝地點後才能上工。卡賴庫迪的行程於8月20日開始，拍攝持續了一個月。第二趟拍攝行程始於9月19日在金奈，隨後移至本地治里市。第二趟行程於2021年10月2日結束 。
第三趟拍攝行程於2021年10月13日開始。劇組計劃在泰米爾納德邦警察博物館（Tamil Nadu Police Museum）拍攝兩段為期四天的鏡頭，其中包括10月24日至25日兩天的佈景工作，以及2021年10月27日至28日共兩天的拍攝，但被警察官員依據疫情限制而拒絕。製片方之後為了另尋地點，決定推遲拍攝。
2021年11月17日，劇組在哥印拜陀開始最後一個月的拍攝，拍攝由哈桑、西圖帕提和法希爾主演的戲份。哈桑前往美國參加其服飾品牌的落成典禮後被診斷出感染了COVID-19，拍攝因此暫停。這導致團隊在室內拍攝主要的特技鏡頭。在此期間，他們在哥印拜陀拍攝了一場包含50多輛受損汽車的大場面；受演員確診的影響，劇組為保有電影的連貫，決定將拍攝地點轉移到賓尼米爾斯公司的廠區。拍攝於2021年12月10日恢復作業，劇組開始與其他演員一起拍攝重要鏡頭。哈桑於12月22日回到劇組。
2021年12月下旬，製作團隊迅速在東海岸路的一棟房子裡拍攝了一些片段，但在1月初，部分技術人員被診斷出感染了COVID-19，使拍攝工作再次暫停。即使在非拍攝日，租屋成本也很高，導致拍攝成本增加。哈桑的定期回診加上對電視節目《大老闆終極版》的參與進一步推遲了拍攝，導致劇組跳過了整個日程。泰米爾納德邦的COVID-19感染人數持續攀升，劇組計劃以最少的工作人員進行拍攝。2022年1月24日，劇組在金奈克羅梅佩特的韋特里戲院（Vettri Theatres）拍片。最終日程於2022年2月5日開始，為期15天，拍攝哈桑和西圖帕提的對峙場面。為了優先拍攝本片，哈桑辭去了《大老闆終極版》的主持人職務。主要拍攝工作已於2022年2月底宣告殺青。6月，據報導，本片的製作預算為12億盧比。

## 音樂
音樂和背景聲樂的作曲由阿尼魯德·拉維昌德譜寫，繼《麻辣教授》後與洛克希的第二次合作。索尼音樂印度公司購入了音樂版權。電影音樂發表會2022年5月15日在金奈的尼赫魯體育場舉行。

## 發行

### 院線
《考萊塢之硬漢任務》2022年6月3日在全球院線上映。電影最初計劃於4月中旬上映，之後曾相繼延期至3月31日、4月29日與2022年6月，延期原因包括片商其他幾部大預算電影的檔期安排，以及疫情造成的製作延誤，連帶影響上映日。

#### 放映及統計
據泰米爾納德邦戲院業主協會（Tamil Nadu Theatre Owners Association，TNTOA）主席蒂魯普·薩勃拉曼尼安（Tiruppur Subramanian）所述，《考萊塢之硬漢任務》達成「史上發行範圍最廣的卡茂爾·哈桑電影」成就。電影在泰米爾納德邦上映的大銀幕達700至800個；在安得拉邦和特伦甘纳邦上映400個；在喀拉拉邦上映100個，卡纳塔克邦則達200個。印地語配音版本在印度北部的1000至1500多個大銀幕上映，與《普里色毗罗阇》和《反恐少校》競爭。6月2日，在印度上映之前，獲得美國影院版權的在該國舉辦了特別放映。本片在美國500家影院的2000多個銀幕上放映。韋特里戲院的總經理拉克什·高斯曼（Rakesh Gowthaman）表示，在《考萊塢之硬漢任務》行銷團隊的認真宣傳下，外界對電影的期待值符合預期。電影發行商和放映商阿克沙耶·拉蒂（Akshaye Rathi）暢談本片在北部地帶演出的可能，「卡茂爾最近的電影對許多人而言可謂抽象、難懂，至於《考萊塢之硬漢任務》是部簡單、硬朗、已成主流的商業電影，雖然具備城市樣貌，但敘事手法似乎非常適合大眾。」
《考萊塢之硬漢任務》在2022年5月29日開放預售。據亞洲網新聞報導，本片的預售收入超過1.035億盧比。凌晨四點在泰米爾納德邦舉行清晨場放映。2022年5月，有人提出請願書，要求停止本片的凌晨四點放映；請願書稱，戲院老闆可能會對這些放映收取高價，並涉嫌逃稅，將給政府造成巨大損失，但此類問題其實早已獲得解決。在卡納塔克邦發行本片的地平線工作室（Horizon Studios）負責從早上6點30分開始的清晨放映，發行人托尼·拉吉（Tony Raj）預估，每天在該邦的放映量將超過1200場。
在電影上映的前一週，馬德拉斯高等法院禁止網際網路服務供應商（ISP）及一千多個未經授權的盜版網站非法播放和下載《考萊塢之硬漢任務》，此前該製片公司的一名高管提交了一份宣誓書，用於牽制這些網站。

### 發行商
在上映前，據Sify稱，《考萊塢之硬漢任務》就已是「業界熱門」。電影上映前的院線及非院線收入約20億盧比，其中包括衛星、數位、語音和印地語配音權的銷售。2022年3月下旬，紅巨星電影獲得本片在泰米爾納德邦的院線發行權。彭馬魯達娛樂負責發行印地語配音版。
HR影業以8000萬盧比的價格收購了本片的喀拉拉邦發行權；希帕加維納亞加電影迴路（Shree Karpaga Vinayaga Film Circuits）取得卡納塔克邦的發行權；斯雷希特電影（Sreshth Movies）則負責安得拉邦和泰倫迦納邦的發行。負責在美國發行本片。哈姆西尼娛樂（Hamsini Entertainment）和無害娛樂（Ahimsa Entertainment）獲得了英國和歐洲的院線版權；無害娛樂也負責澳大利亞和紐西蘭的發行。AP國際公司（AP International）購入了本片在其他海外市場的院線版權。

### 家用媒體
2022年2月下旬，《考萊塢之硬漢任務》的衛星和數位發行權以11.2億盧比的價格出售給星空傳媒頻道。隨後由媒體證實，衛星版權已出售給星空維杰。本片自2022年7月8日起登上串流媒體服務Disney+ Hotstar，除了泰米爾語外，還配有泰盧固語、印地語、馬拉雅拉姆語和卡納達語配音版；也在2022年9月13日登上另一串流媒體服務ZEE5發行，同樣配有五語種。泰盧固語版本的本片2022年9月11日在Star Maa電視台首播；印地語版本2022年9月24日在星金首播；原泰米爾語版本2022年10月24日在星空維杰首播，恰逢排燈節；2022年11月6日，馬拉雅拉姆語配音版本在Asianet上進行電視首播。
《考萊塢之硬漢任務》的劇本書由佩薩莫日出版社（Pesamozhi Publications）於2023年1月出版。

### 影展放映
《考萊塢之硬漢任務》獲選第27屆釜山國際影展的單元，2022年10月7日在露天影院放映。2022年11月8日，本片登上台北金馬影展的「亞洲之窗」單元放映。

## 行銷
官方2021年11月7日發布了一款45秒的預告片，展示了監獄的動作戲。2022年4月，該預告片隨《科拉爾金礦2》和《狂勇救援手》於院線放映。作為《考萊塢之硬漢任務》宣傳手段之一，行銷團隊與南方鐵路公司合作，在印度各地行駛的機關車上投放了廣告。正式預告片於2022年5月15日的電影音樂發表會上釋出，24小時內網路觀看量突破1200萬次。
拉吉·卡茂爾國際電影公司與觀點傳媒資本（Vistas Media Capital）的及蓮花元娛樂（Lotus Metaentertainment）合作，使本片在元宇宙平台上發行。2022年5月18日，於第75屆坎城影展上宣布透過NFT推出本片。
拉吉·卡茂爾主導本片的行銷活動；預映活動在孟買、新德里、科契、班加羅爾、海得拉巴、杜拜和馬來西亞舉行。哈桑在電視節目《卡皮·沙瑪秀》、《超級歌手8》、《大老闆》，以及鄉村烹飪頻道（哈桑首次登上YouTube頻道）中宣傳了本片。
在德里的PVR普里亞-瓦桑特維哈爾劇院（PVR Priya-Vasant Vihar theatre）預映活動上，PVR影院與拉吉·卡茂爾合作宣布，PVR擁有的所有德里劇院將更名為。2022年5月27日，《考萊塢之硬漢任務》的喀拉拉邦發行商在科契露露國際購物中心舉辦了一場預映活動。5月28日，片方在孟買舉行了一場宣傳本片印地語版的活動。5月29日，該片在馬來西亞舉行記者會，由反對黨領袖安华·依布拉欣擔任主賓。5月31日，文卡泰什和尼廷出席的預映活動在海得拉巴舉行。6月1日，哈桑出席了在杜拜舉行的預映活動，並在哈利法塔放映了電影預告片。
包裝飲用水公司Bisleri與片方合作，推出了一款以《考萊塢之硬漢任務》演員為主的限量瓶。官方Twitter表情符號於2022年5月23日發布。2022年5月27日，電影發布了一項特別促銷活動，找來哈桑電影《五詭計》（2002年）的演員們（賈亞拉姆、尤吉·謝度、拉米什·亞拉文和斯里曼）重演該片中的電話會議片段，以宣傳《考萊塢之硬漢任務》。
電影上映後，也在紐約時報廣場進行宣傳。乳製品公司Amul為祝賀電影成功，在社交媒體上發表了受其啟發的繪圖，受到外界的喜愛；圖中，哈桑的角色正吃著沾了奶油的麵包。

## 反響

### 票房
《考萊塢之硬漢任務》上映首日，全球票房收入6.6億盧比，包括泰米爾納德邦的2.5億盧比、喀拉拉邦的5020萬盧比、卡納塔克邦的3400萬盧比、安得拉邦與特倫甘納邦的2900萬盧比，以及印度其他地區的750萬盧比。電影上映兩天內，票房收入達10億盧比。第三天結束時，全球累計17.5億盧比，其中10億盧比來自印度。
本片在上映七天後，總票房超過26億盧比，14天時接近35億盧比。據《今日印度》報導，上映第27天，本片全球票房收入逼近50億盧比。《考萊塢之硬漢任務》打破了多項紀錄，包括成為首部在泰米爾納德邦獲得10億盧比票房的泰米爾電影，該邦總票房近20億盧比。
Bollywood Hungama網站預估，《考萊塢之硬漢任務》的總票房達43.5億盧比，《電訊報》預估為45億盧比，亞洲網泰米爾新聞的預估值則為50億盧比。據《印度斯坦時報》報導，本片結束為期113天的影院放映後，當年成為泰米爾納德邦史上票房最高的電影，全球票房超過50億盧比。《考萊塢之硬漢任務》成為2022年票房最二高的泰米爾電影（僅次於《龐妮·塞爾文》）以及票房第四高的印度電影。

### 評價
《考萊塢之硬漢任務》在觀眾間的口碑普遍優異，但影評界則褒貶不一。本片在評論聚合網站爛番茄上根據17篇影評，新鮮度達59%，平均得分5.6／10。
洛克希的編導受到影評普遍讚賞。雷迪夫網的迪維亞·奈爾（Divya Nair）及The Quint網站的桑德里亞·阿蒂穆圖（Soundarya Athimuthu）皆將電影評為4／5星；奈爾稱：「《考萊塢之硬漢任務》擁有充足的驚嘆時刻，可謂不容錯過的男子氣概大片。」阿蒂穆圖在評論中寫道：「洛克希·卡納賈拉吉為《考萊塢之硬漢任務》配備了一大批角色，更確保所有人都有其應有的發揮空間，但包括哈桑在內，仍有些角色的上鏡時間可能稍顯不足。」The News Minute網站的蘇米雅·拉金德蘭、Zee News頻道的一名影評人、《德干先驅報》的維韋克·M·V（Vivek M V），以及《奧斯汀紀事》的喬許·烏爾塔多（Josh Hurtado）皆打出3.5／5星；拉金德蘭評論：「洛克希沒有浪費時間向片中的超級巨星做出粉絲致敬，而是堅持講好故事，絕對值得鼓掌。」頻道認為：「如果人們只將《考萊塢之硬漢任務》當成一部動作娛樂片來看的話，的確十分成功。」維韋克·M·V讚揚：「洛克希找到了傳達給大眾的自我觀點，其成長快速且令人欽佩，同時預示著未來將發生讓人興奮的事。」烏爾塔多則認為：「阿尼魯德·拉維昌德好到難以置信的洪亮背景音樂，還有貫穿始終的一些有趣驚喜，《考萊塢之硬漢任務》絕對足以列入今年最棒的泰米爾電影。」
影評也多數稱讚了演出陣容的表現，特別是哈桑。《Dinamalar》日報、Pinkvilla網站的影評人巴瓦納·夏爾馬（Bhavana Sharma）、第一邮报網站的阿莎梅拉·艾亞潘（Ashameera Aiyappan）及NDTV的賽巴爾·查特吉皆對電影打出3.5／5星；夏爾馬認為：「卡茂爾·哈桑在這部動作驚悚片中帶來了視覺享受。」艾亞潘在評論中寫道：「只要一睹洛克希·卡納賈拉吉電影《考萊塢之硬漢任務》中的卡茂爾·哈桑，你便能知曉該演員風韻尚存。」查特吉評論：「卡茂爾·哈桑太棒了。維傑·西圖帕提則演繹了一名急躁的罪犯，其疲憊的心靈和混亂的頭腦將他的塑造推向令人震驚的方向。」此外，《印度斯坦時報》的哈里查蘭·普迪佩迪（Haricharan Pudipeddi）稱讚了電影的其他層面：「除了精彩的動作場面之外，阿尼魯德·拉維昌德的音樂，尤其是背景音樂，在特大幅銀幕上觀看《考萊塢之硬漢任務》的整體體驗發揮了關鍵作用。當你看完電影時，蘇芮亞短而有力的客串正如你所需。」
反之，《印度教徒報》的斯里瓦贊·S（Srivatsan S）認為：「新的《維克拉姆》令1986年原版的粉絲們感到失望，《考萊塢之硬漢任務》本可成為一部獨立電影，就像詹姆斯·龐德電影中那樣，讓法哈德·法希爾作為特務們的傳承。」《The Week》雜誌的拉克希米·薩勃拉曼尼安（Lakshmi Subramanian）和《印度时报》的M·蘇甘斯（M Suganth）都將電影評為3.5／5星；薩勃拉曼尼安在評論中寫道：「《考萊塢之硬漢任務》從第一分鐘起就充滿了激動人心的時刻。憑藉技術優勢和出色的選角，前半段看得很有趣，而後半段的旁白及一些長篇大論卻讓你感到厭倦。」蘇甘斯表示：「在一部充滿動作英雄的電影中，品質最高的時刻來自一名女角色的特技場面，《考萊塢之硬漢任務》需要更多這樣的時刻才能真正令人難忘。」
將本片評為3／5星的媒體包括：《今日印度》的賈納尼·K（Janani K）、《新印度快報》的蘇迪爾·斯里尼瓦桑（Sudhir Srinivasan）、網站的阿什溫·拉姆（Ashwin Ram），以及《漢斯印度報》的影評人；賈納尼·K評論：「《考萊塢之硬漢任務》有幾個值得驚嘆的時刻，但劇情在過完某一刻後就變得太籠統了。」斯里尼瓦桑認為：「就像片中兩個角色的道德一樣，《考萊塢之硬漢任務》確實傾向於好的那邊，不得不說我的評價同樣介於兩者之間。」拉姆在評論中表示：「《考萊塢之硬漢任務》豐富的層次和視角很有趣，但演出效果缺乏紮實的力道。」《漢斯印度報》影評人的評價則較佳：「總體而言，《考萊塢之硬漢任務》是當今大銀幕上最有趣的電影，動作與神秘的完美結合使其成為一部大片！非常適合動作片愛好者！」
News 18的高塔曼·巴斯卡蘭（Gautaman Bhaskaran）打出評為2.5／5星，並評論：「《考萊塢之硬漢任務》的劇情一路下來，就是盤散沙，導演展現出對卡茂爾·哈桑的頑固欽佩，但塞入內容多到無法消化。」《阿南達·維卡坦》雜誌將電影評為44／100分。

### 獎項
| 獎項                | 類別                 | 得獎或提名者                                | 結果 | 來源    |
| ------------------- | -------------------- | ------------------------------------------- | ---- | ------- |
| 南印度電影觀眾獎    | 最佳泰米爾電影       | 《考萊塢之硬漢任務》                        | 提名 | [ 197 ] |
| 南印度電影觀眾獎    | 最佳泰米爾導演       | 洛克希·卡納賈拉吉                           | 提名 | [ 197 ] |
| 南印度電影觀眾獎    | 最佳泰米爾男主角     | 卡茂爾·哈桑                                 | 獲獎 | [ 197 ] |
| 南印度電影觀眾獎    | 最佳泰米爾男配角     | 維傑·西圖帕提                               | 提名 | [ 197 ] |
| 南印度電影觀眾獎    | 最佳泰米爾音樂總監   | 阿尼魯德·拉維昌德                           | 提名 | [ 197 ] |
| 南印度電影觀眾獎    | 最佳泰米爾作詞者     | 維什努·埃達萬（Vishnu Edavan）—〈這般雄獅〉（Porkanda Singam）          | 提名 | [ 197 ] |
| 南印度電影觀眾獎    | 最佳泰米爾代唱男歌手 | 阿尼魯德·拉維昌德和卡茂爾·哈桑—〈地獄地獄〉 | 提名 | [ 197 ] |
| 南印度電影觀眾獎    | 最佳泰米爾代唱男歌手 | 席德·斯里拉姆—〈母親之歌〉（Mother Song）              | 提名 | [ 197 ] |
| 阿南達·維卡坦電影獎 | 最佳導演             | 洛克希·卡納賈拉吉                           | 提名 | [ 198 ] |
| 阿南達·維卡坦電影獎 | 最佳男主角           | 卡茂爾·哈桑                                 | 獲獎 | [ 198 ] |
| 阿南達·維卡坦電影獎 | 最佳反派             | 維傑·西圖帕提                               | 提名 | [ 198 ] |
| 阿南達·維卡坦電影獎 | 最佳角色演員         | 法哈德·法希爾                               | 提名 | [ 198 ] |
| 阿南達·維卡坦電影獎 | 最佳攝影             | 吉里斯·根格達倫                             | 提名 | [ 198 ] |
| 阿南達·維卡坦電影獎 | 最佳剪輯             | 普洛明·拉傑                                 | 提名 | [ 198 ] |
| 阿南達·維卡坦電影獎 | 最佳劇本             | 洛克希·卡納賈拉吉                           | 提名 | [ 198 ] |
| 阿南達·維卡坦電影獎 | 最佳動作場面         | 安巴里夫                                    | 提名 | [ 198 ] |
| 阿南達·維卡坦電影獎 | 最佳劇組             | 《考萊塢之硬漢任務》                        | 獲獎 | [ 198 ] |
| 南印度國際電影獎    | 最佳泰米爾電影       | 《考萊塢之硬漢任務》                        | 提名 | [ 199 ] |
| 南印度國際電影獎    | 最佳泰米爾導演       | 洛克希·卡納賈拉吉                           | 獲獎 | [ 199 ] |
| 南印度國際電影獎    | 最佳泰米爾攝影       | 吉里斯·根格達倫                             | 提名 | [ 199 ] |
| 南印度國際電影獎    | 最佳泰米爾男主角     | 卡茂爾·哈桑                                 | 獲獎 | [ 199 ] |
| 南印度國際電影獎    | 最佳泰米爾女配角     | 瓦桑蒂（Vasanthi）                                  | 獲獎 | [ 199 ] |
| 南印度國際電影獎    | 最佳泰米爾反派演員   | 維傑·西圖帕提                               | 提名 | [ 199 ] |
| 南印度國際電影獎    | 最佳泰米爾音樂總監   | 阿尼魯德·拉維昌德                           | 獲獎 | [ 199 ] |
| 南印度國際電影獎    | 最佳泰米爾代唱男歌手 | 阿尼魯德·拉維昌德和卡茂爾·哈桑—〈地獄地獄〉 | 獲獎 | [ 199 ] |

## 未來
《考萊塢之硬漢任務》為洛克希電影宇宙（LCU）的第二部作品，前作為《機關槍囚徒》。兩部電影除了部分演員外，亦有其他共同元素及事物，如蠍子符號的毒品，以及貝喬伊督察與線人阿賈茲·艾哈邁德（Ajaz Ahmed，坎納·拉維飾演）對話間提及的「鬼魂」（The Ghost，意指哈桑飾演的維克蘭）等。隨著《考萊塢之硬漢任務》的成功，哈桑告訴網站，電影有望推出續集，續集同樣作為LCU的一份子；也有報導稱《考萊塢之硬漢任務》將會有兩部續集。
在第三部LCU電影《啡常火拼》（2023年）中，哈桑以配音形式重新扮演了維克蘭一角，而在《考萊塢之硬漢任務》飾演掩護者的瑪雅·S·克里希南也回歸客串演出。此外，2023年8月13日，蘇芮亞稱，洛克希將為勞力士一角推出衍生電影。

## 備註
1. 1 2  或是2022年票房第三高的印度電影，本片票房數據範圍與《龐妮·塞爾文（英语：Ponniyin Selvan: I）》（45億至50億盧比）相近[7]。
2. 1 2  《機關槍囚徒》（2019年）的情節及角色。
3. ↑  酋長是拉吉尼坎特的外號。

## 外部連結
- 互联网电影数据库（IMDb）上《考萊塢之硬漢任務》的资料（英文）